# ジャンコージー・ラーオ・シンディア
ジャンコージー・ラーオ・シンディア（Jankoji Rao Scindia, 1745年 - 1761年1月15日）は、インドのマラーター同盟、シンディア家の当主（在位：1755年 - 1761年）。

## 生涯
1755年7月25日、父である当主ジャヤッパージー・ラーオ・シンディアが死亡したため、叔父ダッタージー・ラーオ・シンディアの摂政の下、幼少ながらも当主位を継承した。
1761年1月14日、第三次パーニーパトの戦いののち、ジャンコージー・ラーオは戦場から逃げたが捕えられ、翌15日に処刑された。まだ15歳であった。